# Marjino (Moskau)

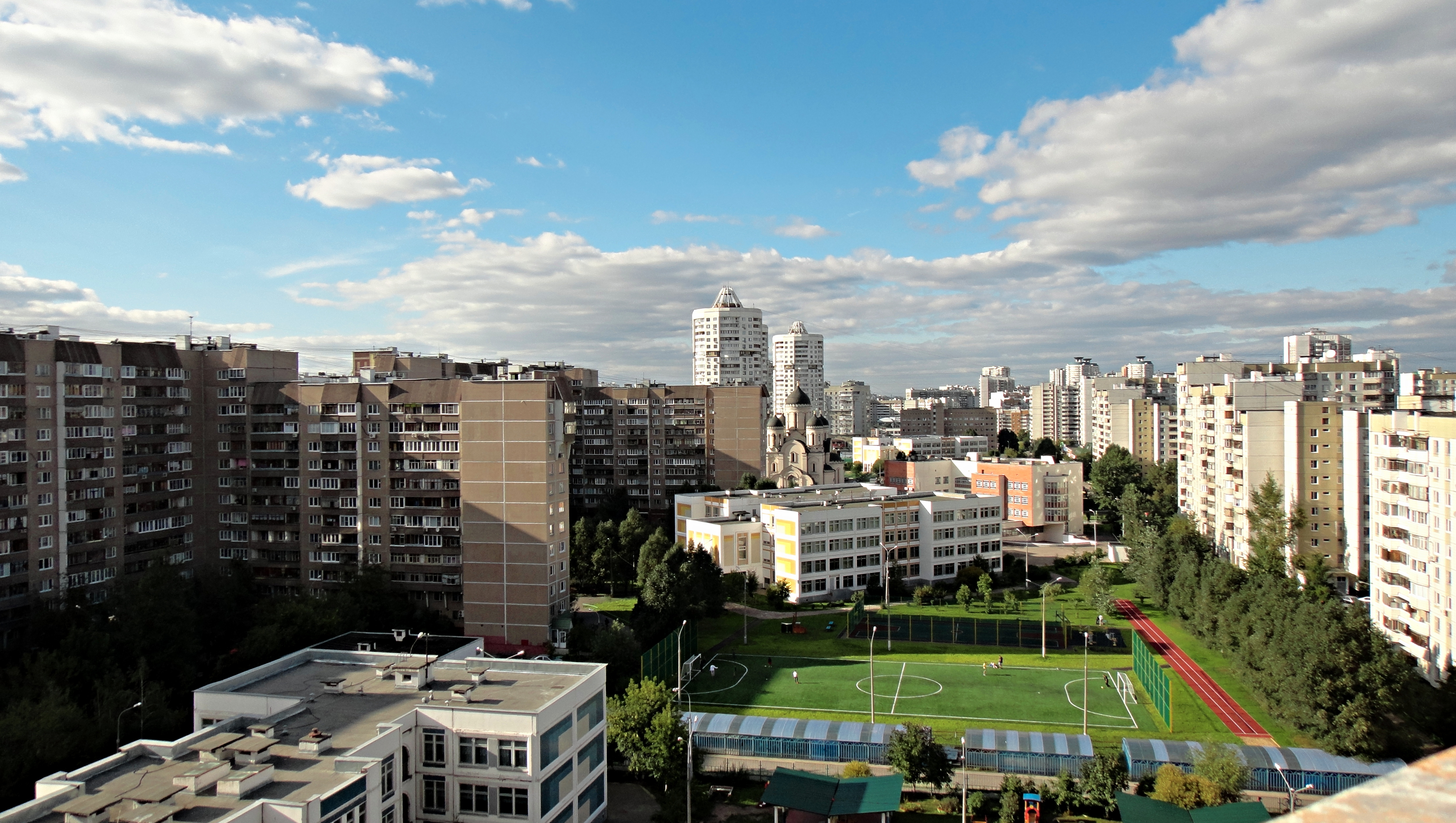
Häuser des Distrikts in Moskau

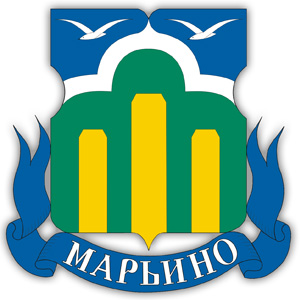
Wappen

Marijno (russisch Марьино) ist ein Stadtbezirk in Moskau. 2010 hatte er 247.479 Einwohner.

## Geografie
Der Stadtbezirk befindet sich im Südosten Moskaus. Er liegt im Südöstlichen Verwaltungsbezirk und umfasst rund 11,917 km².
Südlich des Bezirks befindet sich der Stadtbezirk Bratejewo.